# Andreas Gursky
Andreas Gursky (ur. 15 stycznia 1955 w Lipsku) – niemiecki fotograf. Autor dwóch, najdrożej sprzedanych zdjęć w historii – 99 centów, sprzedanego w 2007 za 3 346 457 dolarów i Rhein II – do 2014 roku najdroższe zdjęcie na świecie (4,3 mln dolarów)
.
Urodził się w rodzinie fotografów. Fotografii uczył się w Folkwangschule w Essen (1978–1981), która pozostawała pod wpływem jej zmarłego w 1978 dyrektora Ottona Steinerta i jego estetyki. Gursky wykonywał wówczas czarno-białe fotografie reportażowe aparatem Leica 35 mm. Następnie studiował w Kunstakademie w Düsseldorfie (1981–1987), gdzie był uczniem Bernda i Hilly Becherów. Pod ich wpływem zajął się fotografią bardziej artystyczną niż użytkową, a poręczną Leicę zastąpił aparatami średnio- i wielkoformatowymi. Od tej pory zrezygnował również z fotografii czarno-białej na rzecz kolorowej. Rozmiar jego zdjęć stopniowo rósł, osiągając nawet 1,8 m wysokości i 5 m długości, jak w przypadku Tote Hosen z 2000. W 1992 zaczął stosować technikę cyfrową.
Charakterystyczne są dla niego wielkoformatowe, kolorowe zdjęcia o starannej kompozycji, z licznymi detalami, pozbawione jednego dominującego elementu. Na jego zdjęciach ludzie pojawiają się jako drobne figurki, tak jak np. na Ratingen Swimming Pool (1987), pokazującym z góry basen i jego otoczenie. Na zdjęciu Paris, Montparnasse (1993) przedstawił elewację budynku o prostopadłym układzie linii pionowych i poziomych, na zdjęciu 99 centów (1999) ukazał wnętrze sklepu, w którym ułożone blokami towary tworzą kolorową mozaikę. Tote Hosen (2000) przedstawia tłum ludzi, gęsto wypełniający cały kadr.